# Jolanta Jura
Jolanta Jura z d. Kwiatkowska (ur. 14 stycznia 1967) – polska genetyczka, wykładowczyni Uniwersytetu Jagiellońskiego.

## Życiorys
Jolanta Jura ukończyła studia na Wydziale Biologii i Nauk o Ziemi Uniwersytetu Mikołaja Kopernika w Toruniu (1990). W latach 1990–2000 pracowała w Instytucie Genetyki Człowieka w Poznaniu PAN. W 1994 uzyskała stopień doktora nauk biologicznych na Akademii Medycznej w Poznaniu na podstawie dysertacji Molekularno-genetyczne podłoże mutacji w DNA i transkryptach genu DMD prowadzących do dystrofii mięśniowej Duchene'a i Beckera (promotor – Ryszard Słomski). W 2000 habilitowała się na Wydziale Biologii i Biotechnologii Uniwersytetu im. Adama Mickiewicza w Poznaniu, przedstawiając monografię Identyfikacja genów RalGDS, XPMC2H i TSC1 na chromosomie 9q34 człowieka. W 2014 otrzymała tytuł profesora nauk biologicznych.
Tematem jej zainteresowań były lub są: analiza mutacji i identyfikacja genów ważnych w rozwoju wybranych chorób genetycznych, regulacja stanu zapalnego na poziomie molekularnym oraz etiologia wybranych chorób (zespół metaboliczny, choroby skóry, nowotwory) o podłożu zaburzeń procesów zapalnych.
Przebywała na stażach m.in. w Brigham and Women's Hospital, Harvard Medical School w Bostonie (1996–1998). W 2001 rozpoczęła pracę na Wydziale Biochemii, Biofizyki i Biotechnologii Uniwersytetu Jagiellońskiego. W 2013 została kierowniczką Zakładu Biochemii Ogólnej. Od 2014 do 2020 pełniła funkcję prodziekan WBBiB ds. badań i współpracy międzynarodowej. Dziekan WBBiB UJ w kadencjach 2020–2024 i 2024–2028.
Członkini Polskiego Towarzystwa Genetycznego, Polskiego Towarzystwa Biochemicznego (od 2011 Przewodnicząca Krakowskiego Oddziału PTBioch, od 2014 członkini Zarządu Głównego) oraz European Society for Dermatological Research.